# Metacnephia pectinata
Metacnephia pectinata är en tvåvingeart som beskrevs av Patrusheva 1976. Metacnephia pectinata ingår i släktet Metacnephia och familjen knott. Inga underarter finns listade i Catalogue of Life.